# 230-239
De jaren 230-239 (van de christelijke jaartelling) zijn een decennium in de 3e eeuw.

## Belangrijke gebeurtenissen

### Romeinse Rijk
- 230 : De Sassanidenvorst Ardashir loopt Mesopotamië onder de voet. Dit is het begin van een grote oorlog tussen de Romeinen en de Sassaniden.
- 233 : De Romeinen slagen erin de opmars van de Sassaniden te stuiten.
- 234 : De Alemannen doorbreken de Opper-Germaans-Raetische limes.
- 235 : Het Romeinse leger muit en roept Maximinus I Thrax uit tot nieuwe keizer. Met de dood van keizer Severus Alexander eindigt de Severische dynastie. Zijn opvolger Maximinus is de eerste van de soldatenkeizers.
- 235 : Romeins slagveld bij Kalefeld. De Romeinen slaan de Alemannen terug.
- 238 : Maximinus wordt afgezet en vermoord. Gordianus III komt als overwinnaar uit het Zeskeizerjaar. Deze periode luidt de crisis van de derde eeuw in.

### Publicaties
- Origenes geeft de Hexapla uit, een studiebijbel van het Oude Testament.

## Belangrijke personen
- Maximinus I Thrax
- Paus Pontianus

<< · 230 · 231 · 232 · 233 · 234 · 235 · 236 · 237 · 238 · 239 · >>
<< · 200-209 · 210-219 · 220-229 · 230-239 · 240-249 · 250-259 · 260-269 · 270-279 · 280-289 · 290-299 · >>